# Акрозомна реакция
Акрозомата на сперматозоидите представлява специализирана секреторна вакуола, разположена в предната част на главичката на сперматозоида. Тя съдържа хидролитични ензими, които позволяват на сперматозоида да премине през външните обвивки на яйцеклетката. Когато главичката на сперматозоида влезе в контакт с яйцеклетката, съдържанието на акрозомата се освобождава. Именно този процес се нарича акрозомна реакция.